# Just the Way It Is, Baby
Just the Way It Is, Baby is een nummer van het Amerikaanse duo The Rembrandts uit 1991. Het is de eerste single van hun titelloze debuutalbum.
Het nummer werd vooral een hit in Noord-Amerika, Frankrijk, Duitsland en Oostenrijk. In de Amerikaanse Billboard Hot 100 haalde het de 14e positie. In Nederland moest het nummer het doen met een 18e positie in de Tipparade.